# Челси Клинтон
Челси Викторија Клинтон (енгл. Chelsea Victoria Clinton, IPA: ; Литл Рок, 27. фебруар 1980. године) ћерка је бившег америчког председника Била Клинтона и бивше америчке државне секретарке Хилари Клинтон. Била је специјални дописник Ен-Би-Си њуза (2011—2014), а сада ради у Фондацији Клинтон и Клинтоновој глобалној иницијативи. Од 2011. године преузела је значајну улогу у Фондацији Клинтон и добила функцију у управи.

## Биографија
Рођена је у Литл Року, у Арканзасу, у периоду првог мандата њеног оца као гувернера. Тамо је ишла у јавне школе све док Бил није добио први председнички мандат, па се породица преселила у Вашингтон; ту је почела да похађа приватну школу „Сидвел френдс”. Прескочила је трећи разред. Дипломирала је на Универзитету Станфорд, а касније магистрирала на Оксфорду и Колумбији (Mailman School of Public Health), те докторирала филозофију (међународни односи) на Оксфорду 2014. године.
Године 2007. и 2008. учествовала је у кампањи неуспеле демократске кандидатуре своје мајке.
2010. године удала се за банкара Марка Мезвинског у Њујорку. 2014. године добили су кћерку Шарлот. Сина Ејдана, своје друго дете, Челси Клинтон је добила јуна 2016. године.

### Филозофија
Челси Клинтон је 2003. године постала магистар филозофије у међународним односима. Њена теза на 132 странице била је насловљена „Глобални фонд за борбу против сиде, туберкулозе и маларије: Одговор на глобалне претње, део глобалне будућности” (енгл. The Global Fund to Fight AIDS, TB and Malaria: A Response to Global Threats, a Part of a Global Future), а ментори су јој били Џенифер Велш и Најри Вудс. Након магистрирања, вратила се у Сједињене Америчке Државе.
Године 2011, Клинтонова се са Универзитета у Њујорку (Robert F. Wagner Graduate School of Public Service) пребацила назад на Оксфорд, те постала доктор филозофије у међународним односима. Изјавила је да јој је ментор за докторску дисертацију била Најри Вудс, пређашњи магистарски ментор. Дисертацију је завршила из Њујорка у којем иначе борави, а диплому добила маја 2014. године. Дисертација коју је написала на 712 страница, Челси Клинтон је назвала „Глобални фонд: Експеримент у глобалном управљању” (енгл. The Global Fund: An Experiment in Global Governance).